# Mlynčeky
Mlynčeky (deutsch Mühlerchen, ungarisch Tátraháza) ist eine Gemeinde im Norden der Slowakei mit 710 Einwohnern (31. Dezember 2024). Sie gehört zum Okres Kežmarok, einem Teil des Prešovský kraj.

## Geographie
Die Gemeinde befindet sich im Becken Podtatranská kotlina im Schatten der Hohen Tatra am Bach Kežmarská Biela voda, einem Zufluss von Poprad. Das Ortszentrum liegt auf einer Höhe von 680 m n.m. und ist sechs Kilometer von Kežmarok gelegen.

## Geschichte
Anders als viele andere Orte der Gegend entstand die heutige Gemeinde relativ spät: die Basis war eine Mühle der Stadt Käsmark im 18. Jahrhundert, zu deren ein Gasthaus hinzukam. Im 19. Jahrhundert ließen sich die Einwanderer von Ždiar nieder. 1881 wurde hier eine Heilanstalt gegründet.
1956 wurde der Ort Mlynčeky durch Ausgliederung aus Kežmarok eine eigenständige Gemeinde.

## Bevölkerung
| Jahr                | 1994 | 2004     | 2014    | 2024    |
| ------------------- | ---- | -------- | ------- | ------- |
| Anzahl der Personen | 535  | 620      | 657     | 710     |
| Unterschied         |      | +15,88 % | +5,96 % | +8,06 % |

| Jahr                | 2023 | 2024    |
| ------------------- | ---- | ------- |
| Anzahl der Personen | 706  | 710     |
| Unterschied         |      | +0,56 % |

Ergebnisse nach der Volkszählung 2001 (584 Einwohner):
| Nach Ethnie: - 98,46 % Slowaken - 0,68 % Magyaren - 0,34 % Polen - 0,17 % Deutsche - 0,34 % Tschechen | Nach Religion: - 94,18 % römisch-katholisch - 1,70 % konfessionslos - 1,37 % evangelisch - 0,34 % griechisch-katholisch - 0,34 % orthodox |

## Sehenswürdigkeiten
- Kirche des Heiligen Johannes des Täufers von 1970